# Sarek (banda)
Sarek es el nombre de un grupo de música folk sueco. Su nombre proviene de una región de su país (en la zona de Laponia), en la que se encuentra establecido un parque nacional y se caracteriza por hacer una fusión entre la música pop y ritmos populares.
Establecido en el año 2003, el grupo ha publicado hasta la fecha dos discos. La mayoría de las canciones son compuestas por una de sus integrantes, Stina Jadelius.
El grupo participó en dos ocasiones en el Melodifestivalen, con la canción «Genom eld och vatten» («A través de fuego y agua») en 2003 y con «Älvorna» («Los Elfos») en 2004.

## Miembros
- Stina Jadelius (voz, música, composición, kulning)
- Jessica Wetterstrand (voz)
- Zara Kronwall (voz)
- Ola Hertzberg (nyckelharpa, acordeón)
- Göran Månsson (flauta, arpa de boca, percusión)

## Discografía

### Álbumes
- Genom eld och vatten (2003)
- Sarek (2004)
- I natt ska marken skälva (2008)
- Magiska toner (2011)

### Sencillos
- "Genom eld och vatten" (2003)
- "Solen glimmar" ("El Sol Brilla") (2003)
- "Älvorna" (2004)
- "Medan stjärnorna vandrar" ("Mientras Las Estrellas Se Muevan")(2004)
- "Alla änglar log" ("Todos Los Ángeles Sonrieron") (2004)
- "I natt ska marken skälva" (2008)
- "Magiska sekunder" (2008)